# Portrait de madame de Senonnes
 (décembre 2014).
Le Portrait de madame de Senonnes est un tableau peint en 1814 par Jean-Auguste-Dominique Ingres durant son séjour romain. Il représente Marie-Geneviève-Marguerite Marcoz, vicomtesse de Senonnes, née à Lyon  le 29 juin 1783, morte  à Paris le 25 avril 1828. Le tableau fait partie des collections du musée d'Arts de Nantes.

## Historique de l'œuvre
En 1814, époque de la commande du portrait, Marie Marcoz vit donc à Rome. Depuis quatre ans elle est la maîtresse d'Alexandre de la Motte-Baracé de Senonnes, connu dans les milieux royalistes comme le vicomte de Senonnes. Il commande ce tableau à Ingres, qui prolonge lui aussi son séjour à Rome, où il gagne sa vie en réalisant de très nombreux portraits[réf. nécessaire]. 

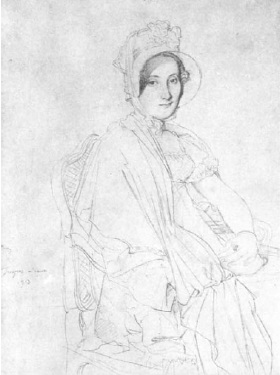
Portrait de Marie Marcoz (vicomtesse de Senones).

Le vicomte de Senonnes épouse Marie Marcoz en 1815. 
À la mort de madame de Senonnes en 1828, ce portrait d'Ingres reste la propriété de son mari le vicomte de Senonnes. Poursuivi par ses créanciers en 1831, il l'envoie chez son frère aîné, le marquis de Senonnes (1779-1851), au château de Sautré, à Feneu. Le tableau demeure à Sautré jusqu'en 1851. L'inventaire après décès de Pierre de la Motte-Baracé de Senonnes le situe dans sa chambre. 
Il échoit alors à son fils cadet Armand de La Motte-Baracé de Senonnes, qui le transporte dans son hôtel particulier à Angers, et meurt un an plus tard de la tuberculose le 30 juillet 1852. Sa veuve, née Adélaïde de Bruce, probablement victime des préjugés de son époque et de son milieu (Angers en 1852) ; et snob au point de vouloir effacer jusqu'à la dernière trace d'un mariage inégal qu'elle considérait comme une mésalliance, prit le parti de se débarrasser du portrait de sa « tante ». Elle céda ce chef-d'œuvre de la peinture néoclassique au brocanteur Bonnin d'Angers en échange de la somme de 120 francs et d'un guéridon. 
C'est l'artiste nantais Philibert Doré Graslin qui fut le découvreur du Portrait de Madame de Senonnes. En 1853, à la fortune d'un pur hasard, il avise le tableau sur le trottoir devant la boutique du brocanteur, et le signale au conservateur du musée d'Arts de Nantes, qui en fait l'acquisition pour 4 000 francs.

## Le modèle
Issue d'une famille de négociants de l'Isère, Marie Marcoz est la fille de Joseph Marcoz, marchand drapier et bourgeois lyonnais, et de Genevève Coupet. Elle fut mariée en premières noces le 19 avril 1802 à Lyon avec Jean Talensier, négociant en chapeaux et en étoffes place de la fromagerie, dans le quartier de Saint-Nizier. Une fille, Geneviève-Amélina Talensier (1803-1872) nait de cette union, le 4 avril 1803. 
Le négoce de textile appelle le jeune ménage à Rome, où l'union se dissocie. Ils divorcent, probablement en 1809.
Marie Marcoz, poursuit seule sa vie romaine. En société elle fréquente les milieux d'artistes et rencontre en 1810 le peintre amateur Alexandre de la Motte-Baracé de Senonnes, fils cadet du marquis de Senonnes. Elle devient la maîtresse du vicomte de Senonnes, puis l'épouse en août 1815, à l'époque de leur retour à Paris. L'union d'Alexandre et de Marie, sera très mal accueillie par la famille de Senonnes, en raison du statut de femme divorcée de Marie Marcoz et de ses origines bourgeoises. Cette défiance vis-à-vis du modèle, aura raison de l'avenir du tableau au sein des collections de la famille de Senonnes, et favorisera son entrée dans celles du musée d'Arts de Nantes, dont il est l'un des chefs-d'œuvre.

## Composition de l'œuvre
Le tableau qui fut réalisé avant que Marie Marcoz et Alexandre de Senonnes ne soient mariés, fut un temps appelé La Trastévérine. Dans ce portrait la référence à Raphaël est claire. Le traitement des somptueuses étoffes et des innombrables bijoux, la pose alanguie, le foisonnement d'accessoires, la beauté des coloris vénitiens, rouge et or chatoyants dans la partie inférieure du tableau, renforcent la présence du visage du modèle isolé sur le fond sombre du miroir, qui révèle sa nuque. Tout évoque le luxe de ces premières années du XIXe siècle. Robe de velours grenat, garnie de précieuse mousseline des Indes et de dentelles transparentes, coûteux châle de cachemire blanc. Le modèle pose dans l'alcôve d'un boudoir tendu de soie or, dont on a garni les coussins du divan, mais aussi les murs qui encadrent le miroir situé à l'arrière-plan. Dans la bordure de ce miroir le peintre a placé une carte de visite cornée, en guise de signature.

## Voir aussi

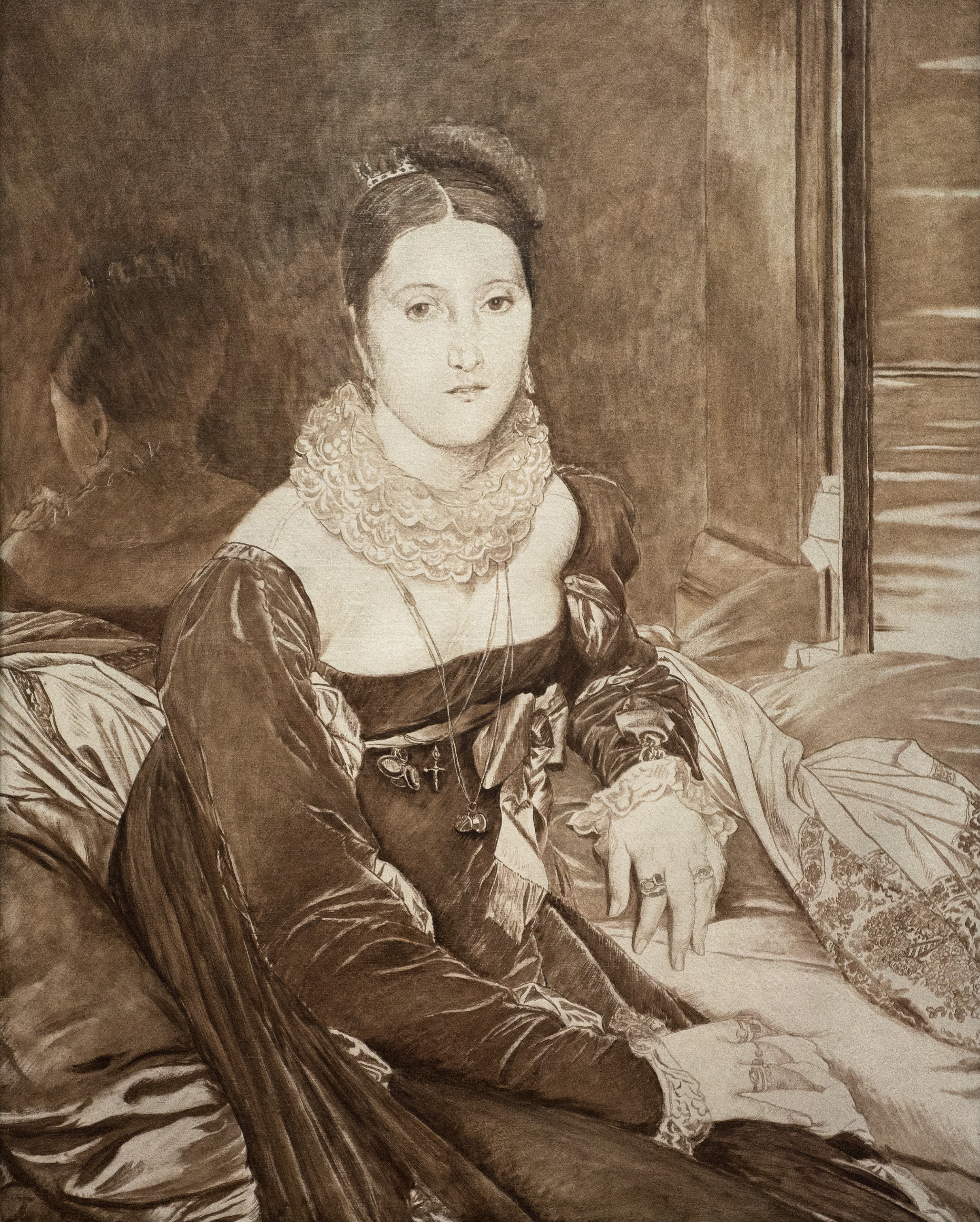
Copie en grisaille par James Tissot.

## Sources
- Catalogue des tableaux et statues du Musée de la ville de Nantes, Sixième édition, Imprimerie de Mellinet, 1854. Cat. n°481.

- Henri Vernoy de Saint-Georges, Notice historique sur le Musée de Peinture de Nantes d'après des documents officiels et inédits, Nantes, Ed. Guéraud & Cie - Paris, Ed. Auguste Aubry, 1858. Cité p. 216

- Alfred Gernoux, Madame de Senonnes, 1931, p. 68-106.

- Ingres, Paris, Petit Palais. Oct. 1967-Jan. 1968. (Catalogue d'exposition). Réunion des Musées nationaux, 1967. Reproduit, n°95 p. 136.

- Daniel Ternois, Ingres, Paris, Fernand Nathan, 1980, 192 p. (ISBN 2-09-284557-8)

- Daniel Ternois et Ettore Camesasca (trad. de l'italien), Tout l'œuvre peint de Ingres, Paris, Flammarion, 1984, 130 p. (ISBN 2-08-010240-0)

- Robert Rosenblum, Ingres, Paris, Cercle d'Art, coll. « La Bibliothèque des Grands Peintres », 1986 (ISBN 2-7022-0192-X)

- (en) Gary Tinterow (dir.) et Philip Conisbee, Portraits by Ingres : image of an epoch (catalogue d'exposition), New-York, Metropolitan Museum of Art, 1999 (ISBN 0-87099-890-0, OCLC 40135348, présentation en ligne, lire en ligne), « 35. Madame de Senonnes, née Marie-Genevieve-Marguerite Marcoz, later Vicomtesse de Senonnes », p. 148-152

- Vincent Pomarède (dir.) et al., Ingres : 1780-1867 (catalogue d'exposition), Paris, Gallimard, 2006, 406 p. (ISBN 2-07-011843-6)